# Platypalpus pluto
Platypalpus pluto är en tvåvingeart som beskrevs av Axel Leonard Melander 1902. Platypalpus pluto ingår i släktet Platypalpus och familjen puckeldansflugor.
Artens utbredningsområde är Idaho. Inga underarter finns listade i Catalogue of Life.